# IC 3203
IC 3203 је спирална галаксија у сазвјежђу Береникина коса која се налази на листи објеката дубоког неба у Индекс каталогу.
Деклинација објекта је + 25° 53' 3" а ректасцензија 12h 21m 45,6s. Привидна величина (магнитуда) објекта IC 3203 износи 14,8 а фотографска магнитуда 15,6. Налази се на удаљености од 123,244 милиона парсека од Сунца. IC 3203 је још познат и под ознакама UGC 7419, MCG 4-29-67, CGCG 128-82, PGC 39984.